# Allerheiligenflut 1510
Die Allerheiligenflut von 1510 war eine schwere Sturmflut, die am 1. November 1510 die gesamte Nordseeküste von Flandern bis Eiderstedt heimsuchte. Sie folgte auf die sogenannte St.-Magnus-Flut, die am 5./6. September 1510 schon schwere Verwüstungen angerichtet hatte und die durch die Zweite Cosmas- und Damianflut vom 26. September 1509 bereits beschädigten und nur notdürftig reparierten Deiche schon einmal durchbrochen hatte. Viele Deiche wurden erneut durchbrochen und weite Küstengebiete überschwemmt. Das Wasser stieg bis auf 3,80 Meter über MThw.
Nur zehn Wochen später, am 16. Januar 1511, brach die Antoniflut oder „Eisflut“, eine Sturmflut bei gleichzeitigem starken Eisgang, über Ostfriesland und Butjadingen herein und vollendete das Zerstörungswerk der Fluten von 1509 und 1510.  Der Dollart und der Jadebusen erreichten ihre größte Ausdehnung, es gab große Landverluste zwischen Jade und Weser, und es entstand ein Durchbruch zwischen Jade und Weser.